# アップステート・ニューヨーク

アップステート・ニューヨークはニューヨーク市（赤く塗った部分）とロングアイランド（その右＝東）以外のニューヨーク州全体を指す場合がある。

アップステート・ニューヨーク（英語：Upstate New York）はニューヨーク州の北部、中部、西部を指す。

## 概要
アップステート・ニューヨークは一般にニューヨーク州の北部、中部、西部を指し、極めてゆるやかな定義で、
- ニューヨーク市とロングアイランド以外の同州のすべてを指す
- ウエストチェスター郡やロックランド郡などはニューヨーク市への通勤圏内なのでニューヨーク近郊としてこれら以外の同州のすべてを指す
- ニューヨーク州のオールバニー市（州都）から西へバッファロー市までの一帯を指す

場合などがある。
ニューヨーク州の中でもニューヨーク市は一番南にあり、人口も集中する特殊な地域なので、またアップステート・ニューヨークは地図の上で上方（北部）にあり、またハドソン川の上流の方角にあるので、こう呼ばれるようになった。

## この地域の主な特徴
ニューヨーク市内の喧騒を逃れて、自然あふれる郊外、四季を通じてのレジャー地区があり、次のような自然がある。
- ハドソン川、モホーク川
- キャッツキル山地、アディロンダック山地
- シャンプレーン湖、エリー湖

実際には、工業都市のバッファロー、ロチェスター、ユーティカなど、学園都市のシラキューズ、ビンガムトン、州都で政府機関も多いオールバニー、芸術村でもあるウッドストック、2度の冬季オリンピック開催地となったスキーリゾートのレークプラシッドなどがあり、さまざまである。

## 交通
ニューヨーク市内から空路、鉄道、道路、水運の交通がある。

### 空路
- ウェスチェスター郡、オールバニ、ロチェスター、バッファロー、シラキュースなどの大・中・小空港

### 鉄道
- メトロノース鉄道 - グランドセントラル駅から出ている。
- アムトラック - ペンシルベニア駅から次の路線が出ている。
- メープルリーフ号 - ニューヨーク・トロント間（オールバニ経由）[1]
- アディロンダック - ニューヨーク・モントリオール間（オールバニ経由）[2]
- イーサン・アレン・エクスプレス号（英語版） - ニューヨーク・バーモント州ラトランド間（オールバニ経由）[3]
- レイクショア・リミテッド号 - ニューヨーク・シカゴ間（オールバニでボストン発着の車両と連結/切り離し）[4]
- エンパイア・サービス - ニューヨーク・オールバニ間、一部ナイアガラフォールズまで運行[5]

### 道路
- ニューヨーク・ステート・スルーウェイ: ニューヨーク・オールバニ間は州間高速道路87号線と、またオールバニ・バッファロー間は州間高速道路90号線と共用
- 国道9号線：ハドソン川の東岸を遡る
- 国道9W号線（U.S. Route 9W）：ハドソン川の西岸を遡る

### 水運
- ハドソン川、モホーク川、ニューヨーク州運河システム（エリー運河、バージ運河など）

## 類似する表現
州内のある地方を、北部・中部・南部・東部・西部などとせずに愛称で呼ぶ表現は、米国内に次のような例がある。
- テキサス・パンハンドル（Texas Panhandle）
- フロリダ・パンハンドル（Florida Panhandle）